# Приворотень кулястий
Приворотень кулястий (Alchemilla conglobata) — вид рослин з родини розових (Rosaceae), поширений у Білорусі, Україні, Росії, можливо, Латвії.

## Опис
Стебла зазвичай у 1,5–2 рази перевищують довжину прикореневого листя. Прикореневі листки зелені, округлі або округлониркоподібні, лопаті їхні подовжені, напівяйцеподібні або вузьконапівяйцеподібні, з 6–9 дрібними зубцями з кожного боку.

## Поширення
Поширений у Білорусі, Україні, Росії (європейська частина), можливо, Латвії.
Наводиться для сходу Сумської області.